# イナバウアー
イナバウアーは、フィギュアスケートにおいて、足を前後に開き、爪先を180度開いて真横に滑る技である。ムーヴズインザフィールドの1つ。1950年代に活躍した旧西ドイツの女性フィギュアスケート選手、イナ・バウアーが開発したことからその名が冠された。

## 技法について
ストローク後に、長い距離または時間を、ある姿勢を保ったまま滑るムーヴズインザフィールドのうち、両足のトウ（つま先）を外側に大きく開いて横に滑る「スプレッドイーグル」の変形であり、片方のひざを曲げ、もう片方の足は後ろに引いて伸ばした姿勢で滑る。
毎年多くの選手が「要素間のつなぎ」やコレオグラフィック・シークエンスの一動作として取り入れているものであるが、これ単体で要求される技術要素ではない。

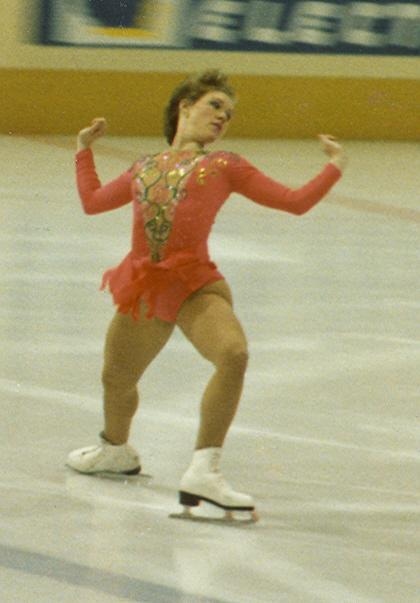
前方から （パトリシア・ネスケ）
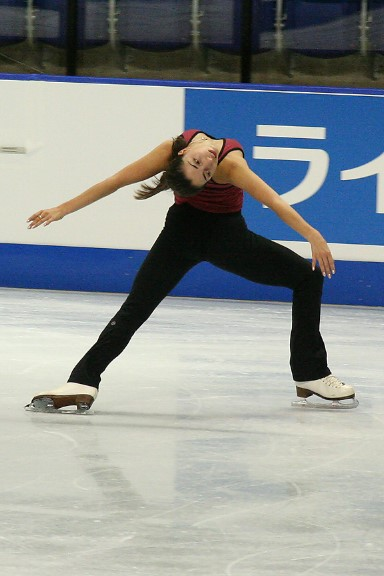
後方から （トゥーバ・カラデミル）
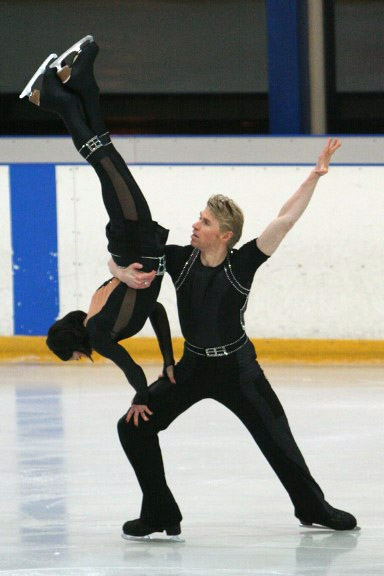
リフティング中のイナバウアー （イザベル・ドロベル & オリヴィエ・シェーンフェルダー）

## レイバック・イナバウアー

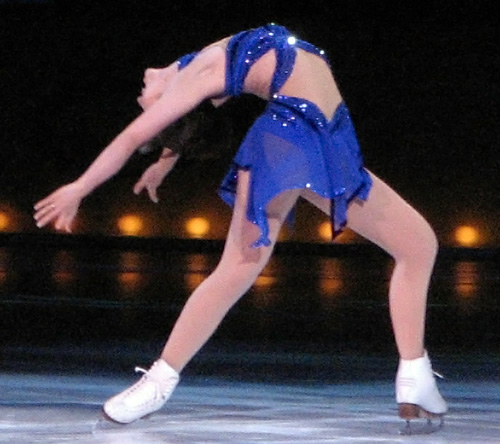
荒川静香のレイバック・イナバウアー

2006年トリノオリンピックでは、フィギュアスケート・女子シングル競技において、日本人として初めて金メダルを獲得した荒川静香は、イナバウアーを得意技とし、そのトリノ五輪のフリースケーティング本番でイナバウアーを披露して、観衆の喝采を浴びた。この演技で、荒川はトリノオリンピックにおいて、日本人選手唯一の金メダルを獲得し、日本中を沸かせたことから、「イナバウアー」は流行語となり、2006年の流行語大賞にも選ばれた。
荒川は上半身を大きく反らせる特徴的なイナバウアーを行った。このイナバウアーを本人や解説者は、「レイバック・イナバウアー」や「サーキュラー・イナバウアー」とも呼ぶ。荒川の演技によって広く知られたことで、日本においては「『イナバウアー』とは背中を大きく反らしながら滑る技、または大きく反り返った状態のこと」といった誤認が発生している。
ロシア選手ではアリーナ・ザギトワらが披露のほか、アリョーナ・コストルナヤはイナバウアーから2回転アクセルを飛ぶなど、ジャンプの加点要素として取り入れている。

## 商標登録問題
2007年2月、アサヒビールが「イナバウアー」の商標登録を出願したが、特許庁から「便乗行為は公序良俗を乱す。人名でありイナ・バウアー氏の承認を要する」として拒否された。アサヒビールを含め13社から出願があったという。

## その他
- 荒川静香がトリノオリンピック女子シングル金メダルに輝いたことを記念して、出身校の仙台市立台原小学校にヤエベニシダレが植樹された。荒川の得意技のイナバウアーが枝垂桜の枝振りと似ていることから、名称は「チェリーバウアー (Cherry Bauer)」となった。
- 2007年大相撲九州場所10日目で里山が栃乃花との対戦で珍しい決まり手・伝え反りで勝った際には、技が決まった瞬間の体勢が類似していたことに掛けて、「イナバウアー」と各種スポーツ紙でもてはやされた。
- 大相撲の大関琴奨菊が取組前の仕切りで大きく上半身を反らせることを、「琴バウアー」と呼ばれる。
- 卓球選手の張本智和はITTFワールドツアー・ジャパンオープン荻村杯（U-21）を優勝した際、仰け反り雄たけびを上げたシーンを全日本代表の監督の倉嶋洋介から荒川静香のイナバウアーの動きに似ていたことから「ハリバウアー」と名付けた[3]。